# 长台关乡
长台关乡，是中华人民共和国河南省信阳市平桥区下辖的一个乡镇级行政单位。

## 行政区划
长台关乡下辖以下地区：
长台街社区、长台村、余寨村、冯楼村、王堂村、杨庙村、卢岗村、赵洼村和新集村。

## 交通
- 京广铁路：长台关站